# Novi Mlînî, Snovsk
Novi Mlînî este satul de reședință al comunei cu același nume din raionul Snovsk, regiunea Cernihiv, Ucraina. Populația este de 280 de persoane.